# Hermann Boehm
Hermann Boehm (Rybnik, 18 gennaio 1884 – Kiel, 11 aprile 1972) è stato un ammiraglio tedesco, già distintosi come ufficiale della Kaiserliche Marine imbarcato sui cacciatorpediniere durante la prima guerra mondiale, venne decorato con la Croce di Ferro di I classe. Dopo l'avvento al potere del partito nazionalsociaslista fu tra i protagonisti della ricostruzione della Kriegsmarine, ed allo scoppio della seconda guerra mondiale assunse dapprima il comando della flotta (Flottencheff) ed in seguito il comando del Marineoberkommando Norwegen,  mantenendolo fino al marzo 1943.

## Biografia
Nacque a Rybnik il 18 gennaio 1884, ed entrò nella Kaiserliche Marine il 1 aprile 1903 imbarcandosi come Seekadett sulla nave da addestramento Stein. Promosso kapitänleutnant il 19 settembre 1914, durante il corso della prima guerra mondiale prestò servizio a bordo dei cacciatorpediniere, comandando le unità G-37, G-41, V-69 e V-128. Il 28 luglio 1918 fu assegnato, in qualità di Aiutante, al personale della Stazione Marittima del Mare del Nord, comandando poi la divisione cacciatorpediniere D-2. Congedato il 16 marzo 1919, fu richiamato in servizio il 27 agosto 1920 con la ricostituzione della Reichsmarine.  Prestò servizio presso l'Accademia navale di Mürwik assegnato all'ufficio del personale, venendo promosso korvettenkapitän il 1 gennaio 1922. Divenuto insegnante di navigazione fu promosso fregattenkapitän il 30 settembre 1928, e kapitän zur See il 7 gennaio 1930. Il 30 settembre 1932 divenne Capo di stato maggiore del neocostituito Oberkommando der Marine, assumendo il comando della nave da battaglia Hessen il 10 marzo 1933. Nell'autunno del 1934 fu promosso konteradmiral, diventando comandante delle forze da ricognizione della nuova Kriegsmarine. Dopo lo scoppio della guerra civile spagnola, dal 25 agosto 1936 all'8 marzo 1937 fu comandante delle forze navali tedesche operanti al largo della costa spagnola. Il 4 gennaio 1937 fu promosso al grado di vizeadmiral, assumendo poi il comando della Stazione del Mare del Nord. Nel 1938 fu elevato al grado di Admiral, e nel novembre dello stesso anno ricevette l'incarico di Comandante della flotta (Flottenchef).

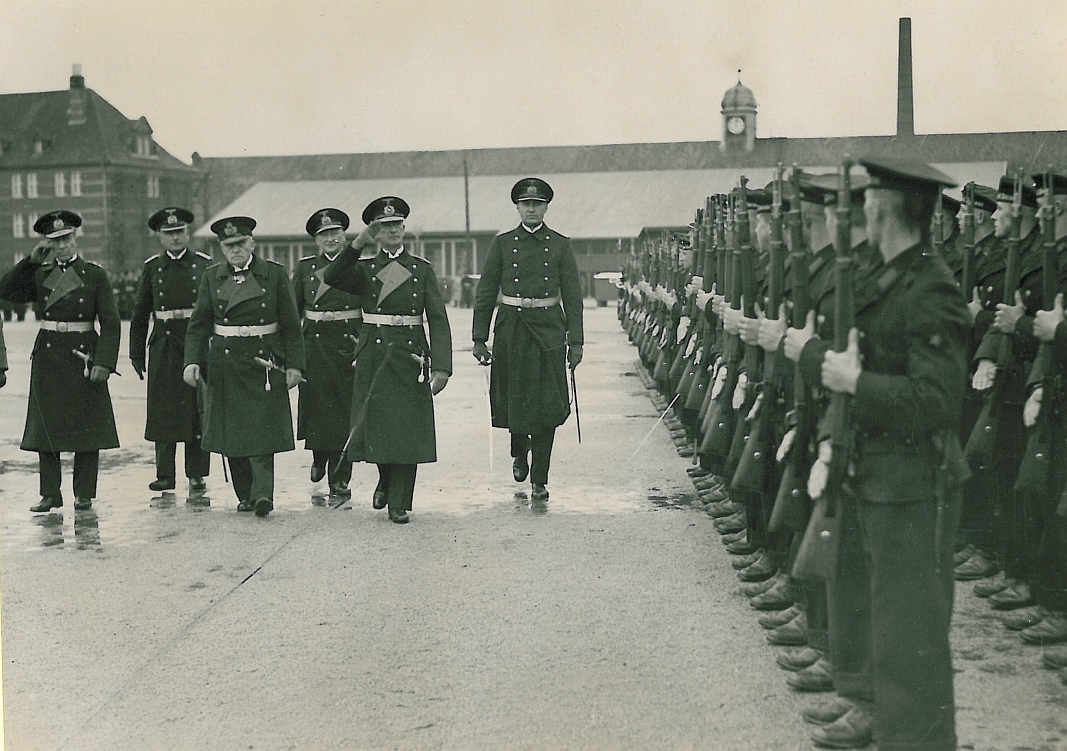
Cerimonia per il 50 anniversario della costituzione della specialità Torpediniere tenutasi a Wilhelmshaven nel 1937. A sinistra l'ammiraglio Tillessen, al centro l'ammiraglio von Trotha e a destra il comandante della stazione navale ammiraglio Boehm.

Dopo la fine della campagna di Polonia entrò in disaccordo con il grande ammiraglio Erich Raeder e fu destituito dal comando, lasciato senza incarichi per sette mesi. Dopo l'invasione di Danimarca e Norvegia (Operazione Weserübung) fu nominato comandante delle forze navali tedesche presenti in Norvegia (Marineoberkommando Norwegen), e il 10 aprile 1941 fu promosso al grado di generaladmiral. Nel marzo 1943 fu richiamato in Patria e il 31 maggio dello stesso anno venne ufficialmente messo a riposo con decorrenza dal 1 giugno seguente.  Dal 1 marzo 1944 al 31 marzo 1945 fu Ispettore generale del programma di addestramento della Kriegsmarine, al termine dell quale fu posto in congedo definitivo.

## Il processo di Norimberga
Quando furono formulate le accuse contro i principali criminali di guerra nazisti egli viveva tranquillamente presso la sua casa a Marutendorf, ma risultava presente al discorso tenuto da Adolf Hitler presso l'Obersalzberg il 22 agosto 1939, in cui aveva annunciato l'imminente attacco alla Polonia, ma non faceva alcuna menzione del preventivato sterminio degli ebrei. La sua relazione scritta a mano quella stessa sera del discorso tenuto da Hitler fu usata per la difesa in tribunale del Großadmiral Erich Raeder dal suo avvocato, Dr. Walter Siemers. Inoltre egli si offerse volontariamente di andare a testimoniare in tribunale a favore di Reader. Nei documenti del tribunale quel documento e conosciuto come Raeder Exhibit 27.
Si spense a Kiel l'11 aprile 1972, e il suo corpo fu sepolto nel Nordfriedhof di Kiel, sezione D. Sul Nordfriedhof sono sepolti anche il Großadmiral, Erich Raeder, il Generaladmiral Walter Warzecha, il Generaladmiral Rolf Carls, il Generaladmiral Wilhelm Marschall e il Kapitän zur See, comandante della 2ª Räumbootflottille, Gerhard von Kamptz.

### Annotazioni
1. ↑  Oggi parte del comune di Achterwehr nel Circondario di Rendsburg-Eckernförde.

### Fonti
1. 1 2 3 4 5 6  Mitcham, Mueller 2014, p. 216.
2. 1 2  Zabecki 2014, p. 293.
3. 1 2 3 4 5  Mitcham, Mueller 2014, p. 217.
4. ↑  Kliem 2011, p. 252.
5. ↑  Protokolle des Nürnberger Prozesses gegen die Hauptkriegsverbrecher (16. Mai 1946, Nachmittagssitzung) auf zeno.org. Vgl. auch Boehms Stellungnahme in Vierteljahrshefte für Zeitgeschichte, Jahrgang 19 (1971), Heft 3, S. 294–300 sowie Winfried Baumgarts Erwiderung, S. 301–304.

### Periodici
- Nico Sgarlato, Lo Z-Plan della Kriegsmarine, in Eserciti nella Storia, n. 36, Parma, Delta Editrice, luglio-agosto 2006,  pp. 20-28, ISSN 1591-3031.